# Rosa Filmes

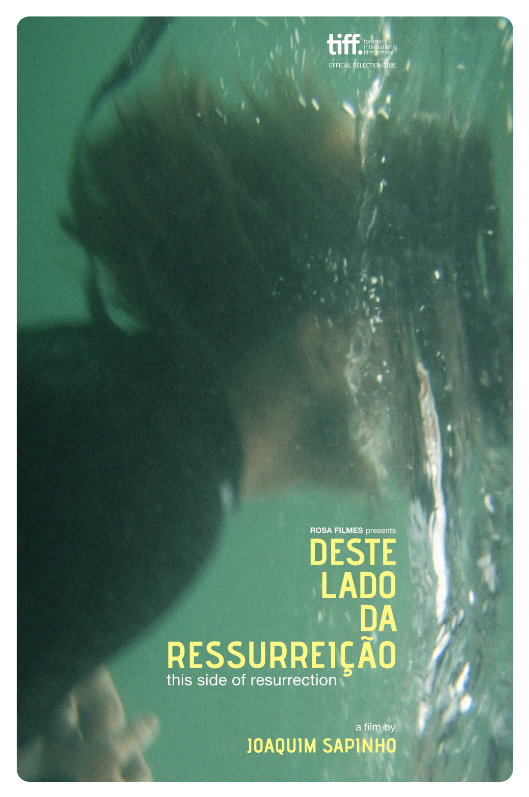
Cartaz da estreia internacional do filme "Deste Lado da Ressurreição" em 2011, realizado por Joaquim Sapinho. Cartaz da autoria de Pedro Fernandes Duarte.

A Rosa Filmes é uma empresa produtora, distribuidora e financiadora cinematográfica com sede em Lisboa.
Fundada em 1993 por Joaquim Sapinho, a Rosa Filmes produziu os filmes:
- 2013 - A Vida Invisível - Realizado por Vítor Gonçalves.
- 2011 - Deste Lado da Ressurreição - Realizado por Joaquim Sapinho.
- 2011 - O Que Há De Novo No Amor? - Realizado por Mónica Santana Baptista, Hugo Martins, Rui Santos, Tiago Nunes, Hugo Alves e Patrícia Raposo.
- 2009 - Morrer como um Homem - Realizado por João Pedro Rodrigues
- 2009 - 4 Copas - Realizado por Manuel Mozos
- 2005 - Diários da Bósnia - Realizado por Joaquim Sapinho
- 2005 - Odete - Realizado por João Pedro Rodrigues
- 2003 - A Mulher Polícia - Realizado por Joaquim Sapinho
- 2000 - O Fantasma - Realizado por João Pedro Rodrigues
- 1999 - Glória - Realizado por Manuela Viegas
- 1999 - Mal - Realizado por Alberto Seixas Santos
- 1999 - Jorge Molder - Realizado por José Neves
- 1998 - José Cardoso Pires - Diário de Bordo - Realizado por Manuel Mozos
- 1998 - Viagem à Expo - Realizado por João Pedro Rodrigues
- 1997 - Parabéns! - Realizado por João Pedro Rodrigues
- 1997 - Esta é a Minha Casa - Realizado por João Pedro Rodrigues
- 1997 - António Lobo Antunes - Realizado por Solveig Nordlund
- 1997 - Cinema Português? - Realizado por Manuel Mozos
- 1995 - Corte de Cabelo - Realizado por Joaquim Sapinho
- 1995 - "Cinéma, de notre temps: Shohei Imamura - Le libre penseur" - Realizado por Paulo Rocha
- 1994 - Lisboa no Cinema - Realizado por Manuel Mozos
- 1994 - Julião Sarmento - Realizado por Joaquim Sapinho
- 1993 - Portugaru San - O Sr. Portugal em Tokushima - Realizado por Paulo Rocha